# Atempa, Platón Sánchez
Atempa är en ort i Mexiko.   Den ligger i kommunen Platón Sánchez och delstaten Veracruz, i den sydöstra delen av landet, 220 km norr om huvudstaden Mexico City. Atempa ligger 94 meter över havet och antalet invånare är 102.
Terrängen runt Atempa är platt åt nordost, men åt sydväst är den kuperad. Runt Atempa är det ganska tätbefolkat, med 108 invånare per kvadratkilometer. Närmaste större samhälle är Huejutla de Reyes, 14,1 km söder om Atempa. Trakten runt Atempa består till största delen av jordbruksmark.